# Spirorbis conoidea
Spirorbis conoidea är en ringmaskart som beskrevs av Savigny in Lamarck 1818. Spirorbis conoidea ingår i släktet Spirorbis och familjen Serpulidae. Inga underarter finns listade i Catalogue of Life.